# Apfelallee 5 (München)

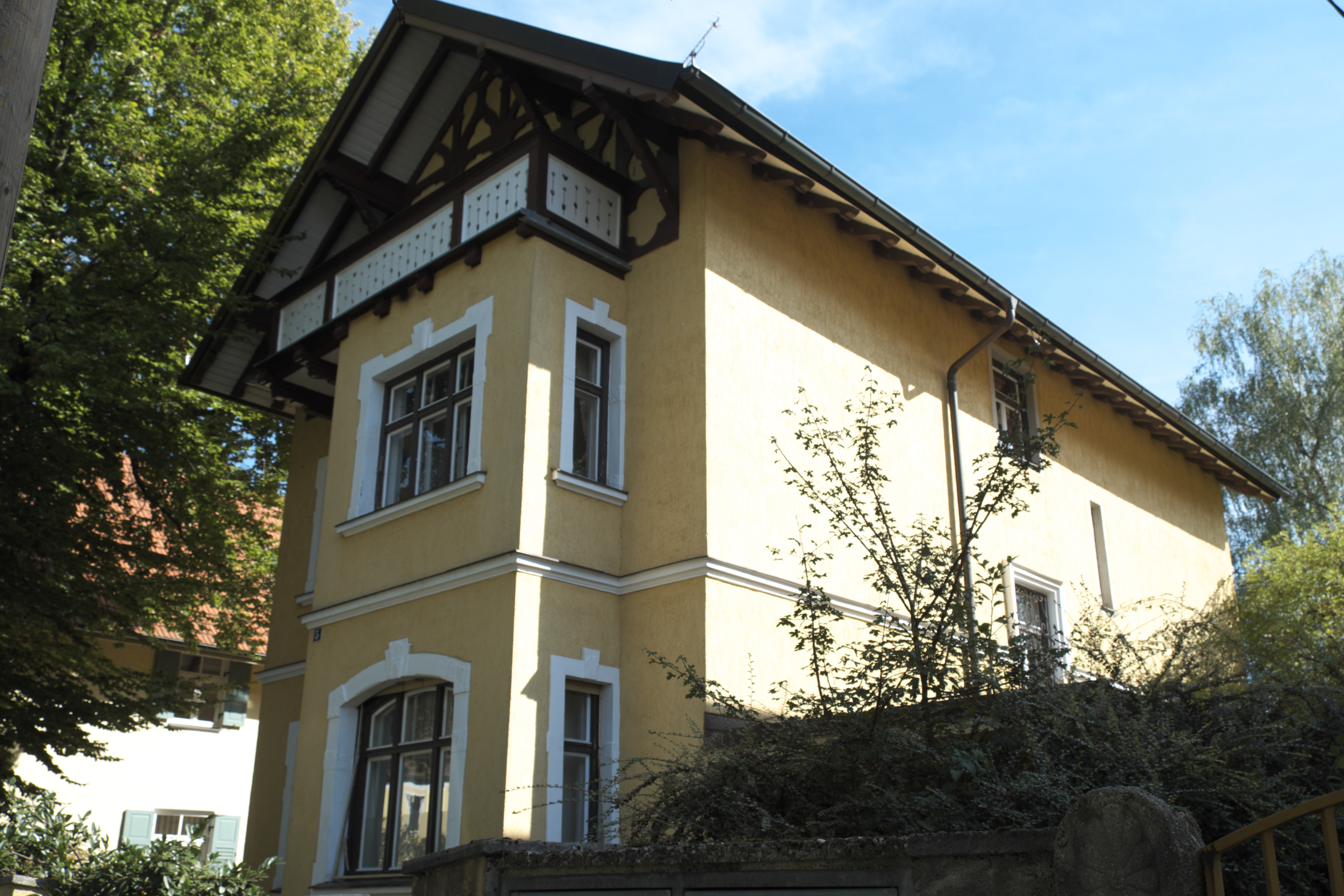
Haus Apfelallee 5 im Stadtteil Obermenzing von München

Das Gebäude Apfelallee 5 im Stadtteil Obermenzing der bayerischen Landeshauptstadt München wurde um 1900 errichtet. Die Villa in der Apfelallee ist ein geschütztes Baudenkmal.
Der zweigeschossige Bau mit einem zweigeschossigen Erker besitzt am Giebel eine Fachwerkdekoration und einen Holzbalkon. Die Fensterumrahmungen und das Gesims sind erwähnenswert. Die Villa ist ein typisches Beispiel des heimischen Landhausstils mit hölzernen Bauteilen der Villenkolonie Pasing II.

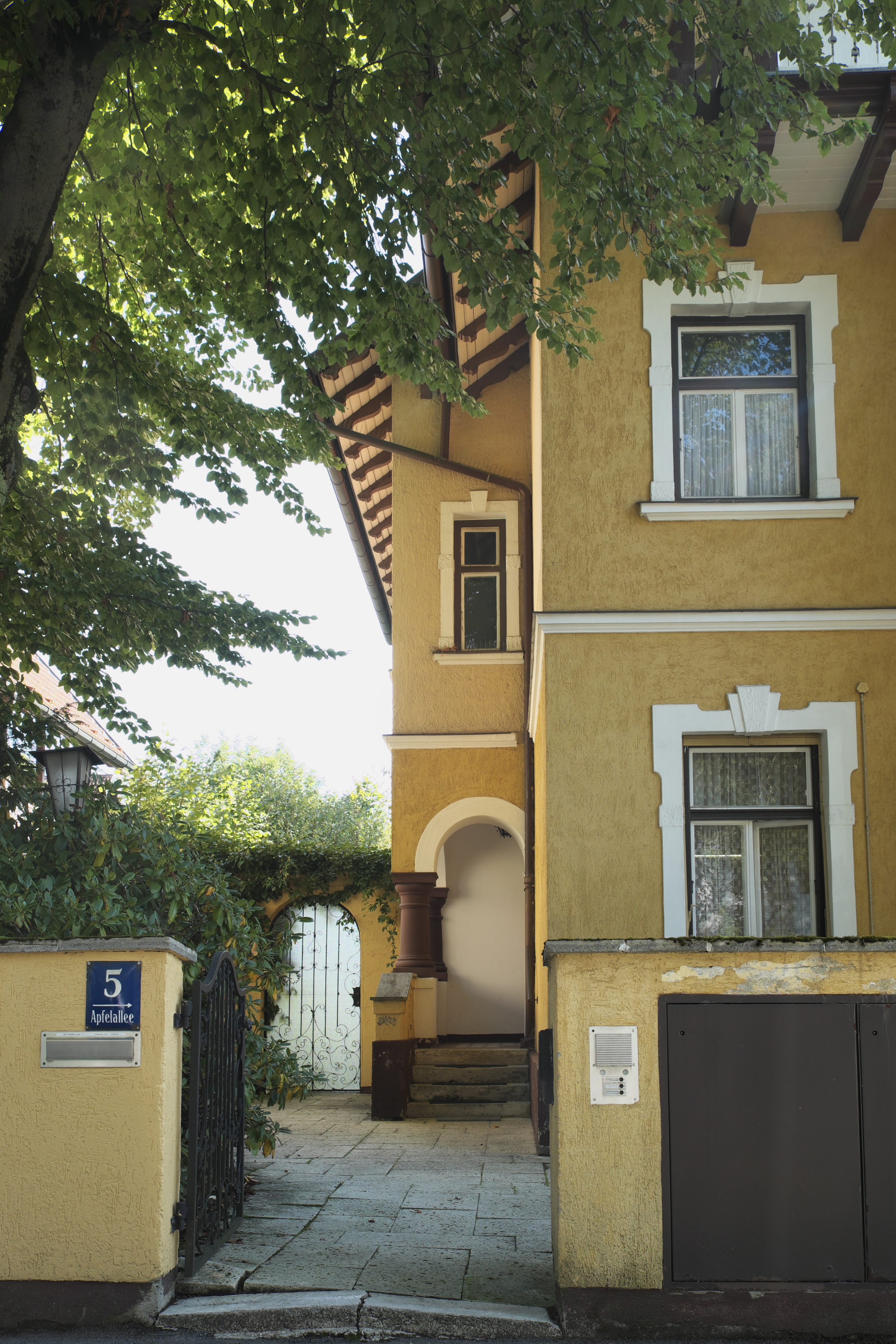
Eingangsbereich
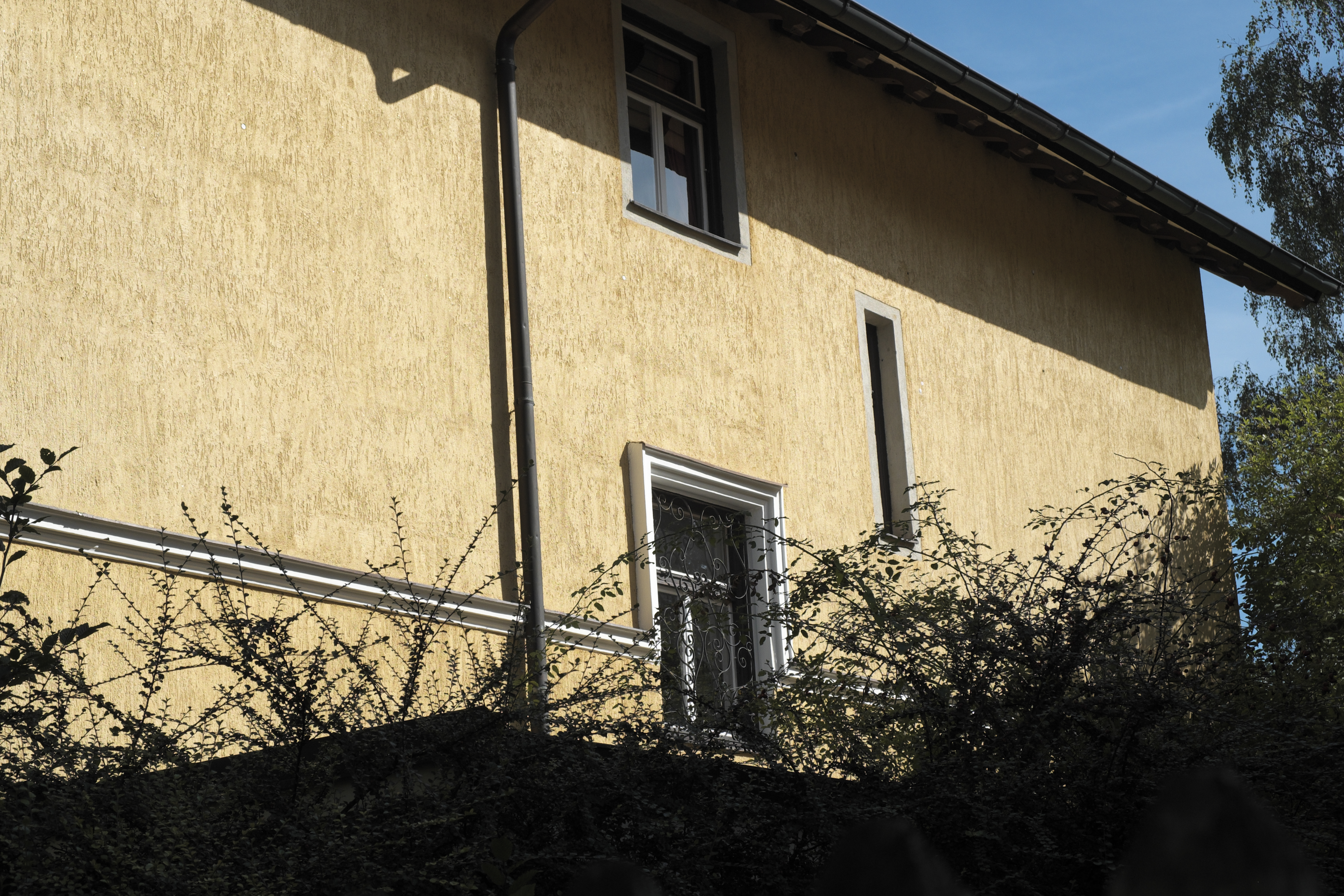